# Harry Apelqvist
Gustav Harry Apelqvist, född 13 april 1905 i Gladhammar, Kalmar län, död 8 mars 1957 i Gladhammar, var en svensk verkmästare och politiker (socialdemokrat).
Apelqvist var ledamot av riksdagens första kammare 1956-8 mars 1957, invald i Kalmar läns och Gotlands läns valkrets. Han var även landstingsledamot från 1939.